# Ivan Pernar
Ivan Pernar (Hrastina, 1889. november 3. – New York, 1967. április 2.) horvát ügyvéd és parasztpárti politikus volt. A Szerb-Horvát-Szlovén Királyság nemzetgyűlésének képviselője, belgrádi parlamentben 1928-ban elkövetett gyilkos merénylet egyik sebesültje.

## Életútja
Ivan Pernar a Zaprešić melletti Hrastinában született 1889-ben Nikola Pernar és Jelena Hrust családjában. A zágrábi klasszikus középiskolába járt, amelyet 1909-ben végzett el. Jogot tanult Zágrábban, ahol a zágrábi egyetemen doktorált. Tagja volt a Horvát Parasztpárt HSS közvetlen vezetőségének. 1919 novemberétől a Horvát Népi Parasztpárt (HPSS) főbizottságának tagja. A HSS jelöltjeként vett részt a Jugoszláv Királyságban a választásokon, ahol többször is (1923-ban, 1925-ben, 1927-ben, 1935-ben és 1938-ban) megválasztották. 1926-ban, amikor a HSS részt vett a kormányban, a Belügyminisztérium helyettes államtitkára volt. A Jugoszláv Királyság idején politikusként és a HSS tagjaként többször is bebörtönözték.

### A merénylet
Ivan Pernar 1928. június 20-án Ludbreg parasztpárti képviselője volt, amikor Puniša Račić a Szerb Radikális Párt tagja a HSS képviselőire leadott revolverlövésekkel megsebesítette Ivan Granđát, halálosan megsebesítette Stjepan Radićot, valamint megölte Đuro Basaričeket és Pavle Radićot. Ivan Pernart két golyó találta el. Račić első golyója a kezét találta el, a második pedig alig egy centiméterrel a szív alatt, három milliméterrel a pulzusvéna alatt hatolt be. Pernar rögtön a pad alá esett, és így elkerülte a harmadik neki szánt golyó. Pernar élete végéig a testében hordta a második revolvergolyót.
A kanadai Hrvatski glasban a „Dvadeseti 1928. lipnja” című cikkében (1949. június 21-i és 28-i 25. és 26. szám) Pernar részletesebben írt erről a merényletről. A cikk egy részében magáról a sebesülés pillanatáról így számol be:
Ebben a pillanatban tüzelt a pisztoly, a csövéből láng és füst tört elő, durranás hallatszott, és ütést éreztem a bal kezemen. Ő függőlegesen a térdére eresztette a fegyvert – ránéztem, ő pedig ismét rám irányította a csövet. Egy pillanat, és a fegyver másodszor is tüzelt, de ez a lövés már a mellkasomba talált. A golyó eltörte a bordáimat, megsértette a kulcscsontomat, és olyan volt, mint egy égés a mellkasomon, és meleg vér futott végig a mellkasomon. Láttam, hogy ez nem vicc, ezért lehunytam a szemem, és a jobb lábammal térdre ereszkedtem, és néztem, ahogy a hóhér folytatja a lövöldözést.

### A merénylet után
Puniša Račićot 20 év börtönbüntetésre ítélték, amelyet a Požarevac melletti zabelai büntetésvégrehajtási intézetben töltött. 1944 októberében, miután behatoltak Belgrádba, a partizánok elfogták, halálra ítélték és kivégezték.
I. Sándor jugoszláv király Stjepan Radić meggyilkolását és az azt követő nemzetgyűlés munkájának parasztpárti blokádját kihasználva 1929. január 6-án kihirdette, hogy „azok a sajnálatos viszályok és események (. ..) megrendítették az emberek hitét ennek az intézménynek a hasznosságában”, és hogy ezért „nem lehet tovább közvetítő” a király és a nép között. Ezután eltörölte a vidovdani alkotmányt, és bevezette a diktatúrát, amelyet csak az 1934-es marseille-i királygyilkosság szakított meg. A merényletet az usztasa szervezte, a közvetlen végrehajtó pedig Vlado Csernozemszki bolgár forradalmár volt.
Felgyógyulása után Pernar folytatta jogi gyakorlatát, mivel I. Sándor jugoszláv király diktatúrája alatt a politikai pártok és a politikai tevékenység tilos volt. 1933-ban, március 14-én egy év szigorított börtönbüntetésre ítélték, amelyet a szávaszentdemeteri büntetésvégrehajtási intézetben töltött, ahonnan a teljes büntetés letöltésének lejárta előtt szabadult. 1938. augusztus 21-én a HSS képviselőjeként részt vett Andrej Hlinka temetésén Rózsahegyen.

### A háború és az emigráció
Ivan Pernart a Horvát Banovina szenátorává választották. A Független Horvát Állam (NDH) alatt többször bebörtönözte az usztasa rezsim. A Lorković–Vokić-összeesküvéssel való kapcsolata miatt 1944-ben letartóztatták és bebörtönözték. Lepoglavában raboskodott, ahonnan 1945. április közepén a zágrábi kórházba szállították. Közvetlenül az NDH összeomlása előtt Alojzije Stepinac bíboros közbenjárásának köszönhetően szabadon engedték, majd 1945. május 7-én a HSS vezetőiből álló csoportban Klagenfurtba, majd Salzburgba ment. 1945 szeptemberében Rómába, majd Rómából az Amerikai Egyesült Államokba ment. Az Egyesült Államokban New Yorkban élt. Számos HSS összejövetelen vett részt Amerikában és Kanadában, cikkeket írt a kanadai Hrvatska glasba, és azon dolgozott, hogy lehetővé tegye a horvátok tengerentúli országokba való kivándorlását. Száműzetésben való tartózkodása alatt ki volt téve az usztasa emigráció támadásainak, mivel heves usztasa-ellenes polémiákat és röpiratokat írt.
1967. április 2-án halt meg New Yorkban. 1967. április 5-én temették el a New York-i St. Raymond temetőben.

## Fordítás
Ez a szócikk részben vagy egészben  az   Ivan Pernar című horvát Wikipédia-szócikk ezen változatának fordításán alapul.  Az eredeti cikk szerkesztőit annak laptörténete sorolja fel. Ez a jelzés csupán a megfogalmazás eredetét és a szerzői jogokat jelzi, nem szolgál a cikkben szereplő információk forrásmegjelöléseként.